# Bobby Dragon
Pour les articles homonymes, voir Dragon.
Bobby Dragon est un pilote automobile de stock-car né le 12 janvier 1946 à Milton, Vermont, aux États-Unis.

## Biographie
Il commence sa carrière vers la fin des années 1960 et il connaît rapidement du succès. Dès 1969, il remporte le championnat local de la piste Catamount Stadium au Vermont. Il sera sacré champion de cette piste trois autres fois en 1972, 1977 et 1980. Il sera aussi sacré champion des pistes Thunder Road en 1973 et 1986, Airborne Speedway en 1972 et Devil’s Bowl en 1977. Il sera de plus couronné champion du Northern NASCAR Championship quatre fois en 1973, 1975, 1977 et 1978.
Dans les années 1970, il participe à plusieurs épreuves de la NASCAR Late Model Sportsman National Championship (aujourd’hui connue sous le nom NASCAR Nationwide Series). De 1979 à 1985, il remporte 17 courses en 164 départs dans la série NASCAR North. De 1987 à 2004, il est principalement actif dans la série NASCAR Busch North (aujourd’hui connue sous le nom K & N Pro Series East) où il remporte 14 victoires en 248 départs.
Il est le frère de Harmon "Beaver" Dragon et le père de Scott Dragon, pilote principalement actif dans les séries PASS North et ACT Tour.
Récipiendaire du Don MacTavish Award en 1983, honneur décerné à un pilote ayant fait preuve d'esprit sportif, de détermination et de dévouement pour son sport.
Intronisé au New England Auto Racers Hall of Fame en 2009.